# متحف نساء إيست إند
متحف نساء إيست إند هو المتحف الوحيد المخصص للنساء فقط في إنجلترا. تأسس المتحف في عام 2015 كاحتجاج إيجابي على متحف جاك السفاح في شارع كابل.

## رؤية المتحف
تتمثل رؤية متحف نساء إيست إند في البحث عن قصص نساء شرق لندن في الماضي والحاضر وتسجيلها ومشاركتها والاحتفاء بها.

## عن المتحف

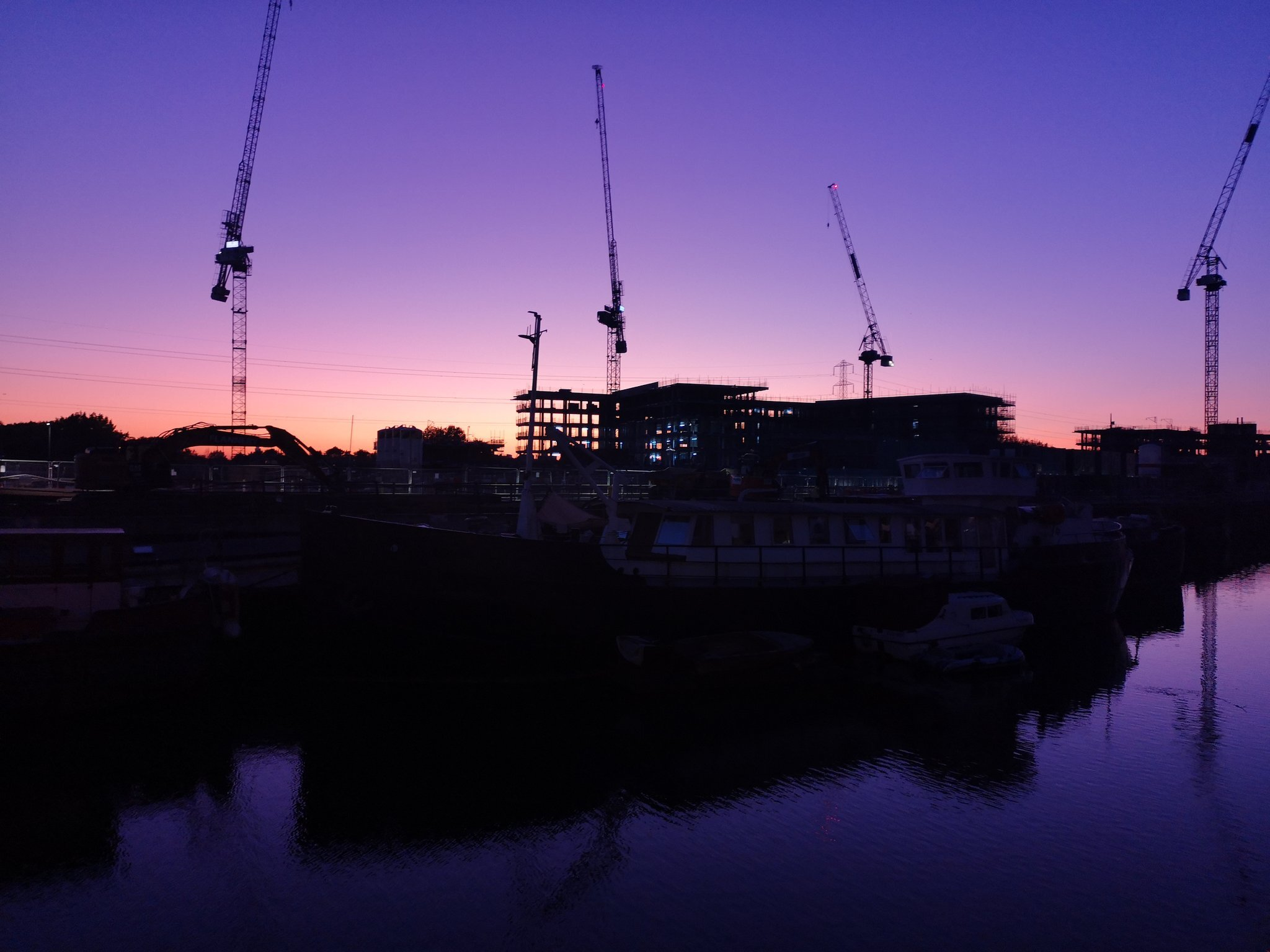
موقع البناء في 2020.

يعتبر متحف نساء إيست إند متحفًا صغيرًا مخصص للقصص القوية والأصوات المتنوعة لنساء شرق لندن. كان هدف المتحف هو توفير التمثيل لجميع النساء، ولا سيما المهمشات بما في ذلك النساء ذوات البشرة الملونة، والنساء ذوات الإعاقة، والمثليات، ومزدوجات الميل الجنسي، والنساء المتحولات، والنساء العاملات، والمسنات، والنساء المهاجرات أو اللاجئات أو طالبات اللجوء، والنساء العاملات في صناعة الجنس. تعتبر المرأة ممثلة تمثيلًا ناقصًا في السجل التاريخي البريطاني حيث غالبًا ما يتم تجاهل أصوات النساء؛ فعلى سبيل المثال، تكرم 14٪ فقط من اللوحات الزرقاء الشهيرة لهيئة التراث الإنجليزي النساء. ومن أجل توفير المزيد من الفرص للأصوات النسائية، كان هدف المتحف تحدي عدم المساواة بين الجنسين وتشجيع النساء على التعبير عن أفكارهن ورواية قصصهن.

### البناء
سيتم إنشاء مبنى دائم للمتحف في باركينج في عام 2023. ومن المقرر أن تتعمق المعروضات في مبنى المتحف لتشمل التاريخ المحلي من منظور المرأة، وتتحدى القوالب النمطية الجنسانية وتقدم نماذج جديدة يحتذى بها للفتيات المحليات.

### القصص
كان شرق لندن بما في ذلك الطرف الشرقي من لندن وما بعده مكانًا مليئًا بالنشاط السياسي المكثف وحركات المساواة للمرأة. أمضت ماري ولستونكرافت النسوية الأولى في إنجلترا طفولتها المبكرة في باركينج. وقع إضراب فتيات المباريات عام 1888 في مصنع براينت آند ماي للمباريات في بو. وكان إضراب ميكانيكي الخياطة في فورد داجنهام في عام 1968 نزاعًا بارزًا في قونين العمل، أدى إلى تمرير قانون المساواة في الأجور لعام 1970.
كانت حركة المناداة بحق تصويت المرأة قوية في المنطقة. وعندما طُردت سيلفيا بانكهيرست وأتباعها من الاتحاد النسائي الاجتماعي والسياسي في عام 1912، أنشأوا اتحاد شرق لندن لحقوق المرأة. كما عاشت آني كلارا هوجيت آخر من بقي على قيد الحياة من الناشطات المناديات بحق تصويت المرأة في المنطقة، وإحدى المشاركات في الحرب العالمية الثانية، ولديها مركز نسائي في داجنهام سُمي على اسمها.

## المشاريع والأنشطة السابقة

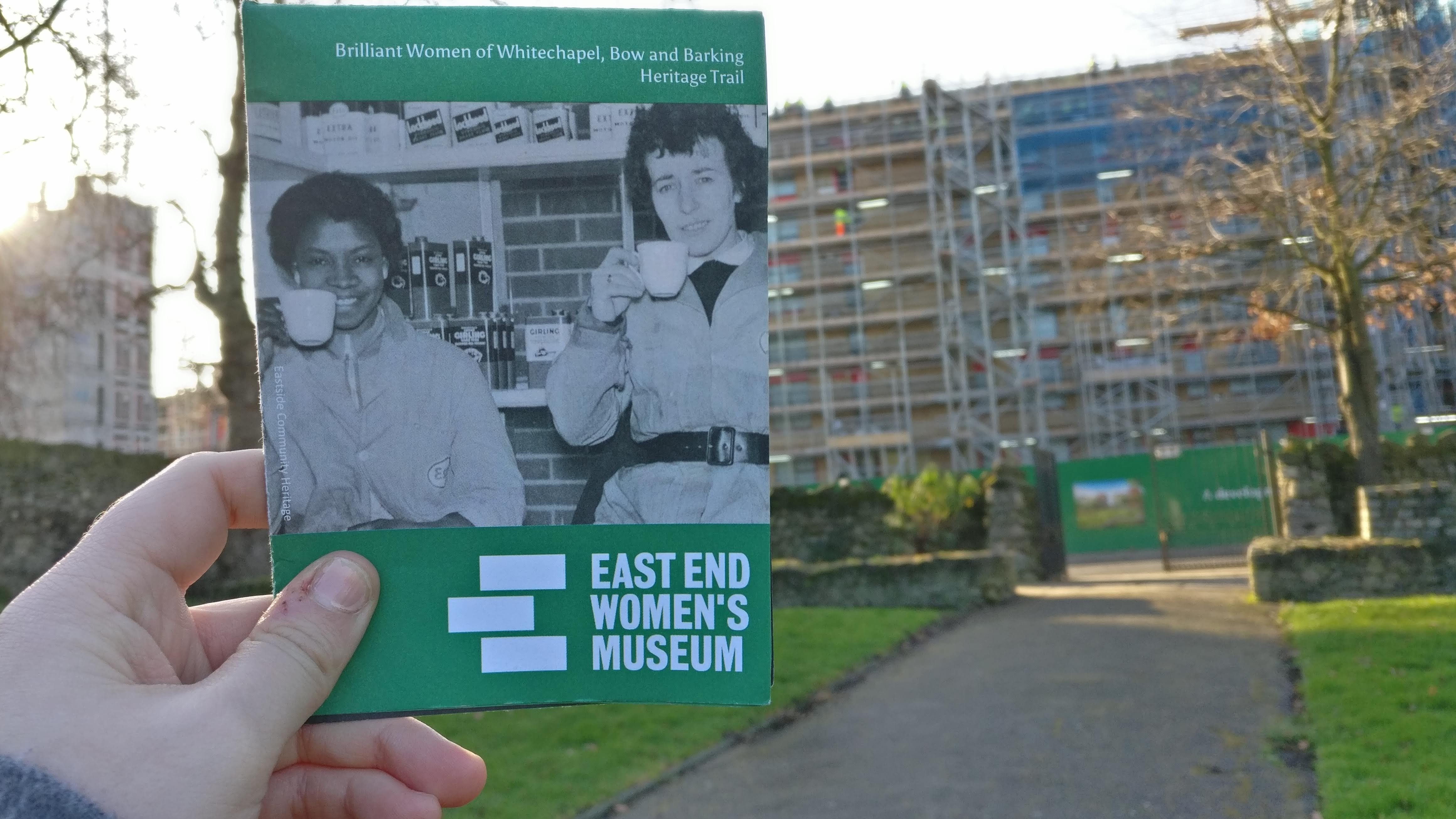
منشورات لدعم المتحف، وموقع البناء في 2020.

يسعى المتحف بصفته متحف افتراضي منبثق، إلى إشراك المجتمعات المحلية من خلال المعارض المؤقتة وورش العمل والمحادثات والأحداث والبحوث المختلفة والتعلم عبر الإنترنت في جميع أنحاء شرق لندن. كما أُقيمت معارضه المنبثقة في جميع أنحاء شرق لندن على النحو التالي:

### 2020
- تراث المنطقة: هو معرض ذاتي التوجيه يسمح للجمهور بتتبع 14 موقعًا لكل من القصص الشعبية والأقل شهرة فيما يتعلق بنساء شرق لندن، مثل أني بروستر.[16]

### 2018
- قاعة النساء: الاحتفال باتحاد الناشطات المناديات بحق تصويت المرأة في شرق لندن، هو مشروع قام بفحص واستكشاف مقر قاعة النساء الأصلي وبعض قصص حق تصويت المرأة الأقل شهرة. تألف المعرض من معرضين رئيسيين وسلسلة من الأحداث ومشروع التصوير الفوتوغرافي التشاركي. تم تشغيل المعرض بالشراكة مع مكتبة تاور هامليتس للتاريخ المحلي والمحفوظات، ومعرض فور كورنرز، ومعرض الفنون البديلة ، و.نومبي للفنون.[17]
- بصمة النساء: 100 عام من النشاط النسائي في هاكني، كان معرضًا حول النشاط الذي تقوده النساء في هاكني من عام 1918 حتى اليوم. أُقيم المعرض بالتعاون مع متحف هاكني، بالإضافة إلى مجموعة استشارية وفريق بحث متطوع.[18]

### 2017
- نساء واتني: أصوات من سوق إيست إند: أُقيم المعرض بالشراكة مع كينجز كوليدج لندن وجامعة كوليدج لندن والذي التقط ذكريات النساء عن سوق واتني من خلال مقابلات مسجلة. مُول المعرض بالشراكة مع صندوق لندن للفنون والعلوم الإنسانية.[19]

- كان معرض نساء إيست إند: القصة الحقيقية (2016-2017) معرضًا منبثقًا يحتفي بمشاركة المرأة وقيادتها حول التغيير الاجتماعي والسياسي في الطرف الشرقي للندن. مول المعرض صندوق 38 درجة وبُني بمساهمة مجموعة نساء إيست إند ، والتي كان المتحف من ضمنهم.[20]